# 松尾寺町
松尾寺町（まつおじちょう）は、大阪府和泉市の中部地域にある町名。

松尾寺を中心とした歴史ある町であり、寺領7000石、子院360坊を数えたと伝えられている。春には桜、秋には紅葉が美しい松尾寺や松尾寺公園には、多くの人々が訪れる。町の中心には、大阪府天然記念物に指定された樹齢約800年の和泉市最大の楠の巨木がそびえ、町のシンボルとなっている。また、松尾寺の境内には、大阪府天然記念物に指定された山桃の大木もあり、豊かな自然が今なお残されている。

## 地理
和泉市中部地域の南部に位置し、周囲を内田町、緑ケ丘、はつが野、青葉台、鍛治屋町、納花町、平井町、国分町、仏並町、大野町、春木川町、若樫町、久井町、春木町と接している。

市内を南北に流れる松尾川が形成する松尾谷の南部にあたる。

町域の面積は5.915平方キロメートルであり、父鬼町、槙尾山町、仏並町に次いで、市内で4番目に広い面積を持つ町である。

### 河川・ため池
- 東松尾川

## 歴史

### 地名の由来
松尾寺（まつおじ）は、古刹松尾寺が所在することによる。門前集落として形成された。

### 沿革
かつての松尾寺村は1605年（慶長10年）の和泉国絵図に「松尾寺」と見られる村名。

明治に入ると和泉郡松尾寺村となり、1889年（明治22年）には和泉郡松尾寺村・春木村・久井村・若樫村・春木川村の合併により南松尾村が発足し、村域を「大字松尾寺」に改称。「大字久井」に村役場を設置。その後、1896年（明治29年）に郡制の施行により泉北郡に属する。1956年（昭和31年）には和泉町、泉北郡北池田村・南池田村・北松尾村・南松尾村・横山村・南横山村の合併により和泉市が発足し「松尾寺町」に改称。
- 1956年（昭和31年）09月01日 - 1町6村の合併により和泉市が発足。
- 1972年（昭和47年）04月01日 - 町名改正に伴い緑ケ丘が誕生し、内田町、浦田町、松尾寺町、万町の各一部が編入[11]。
- 1972年（昭和47年）04月01日 - 町名改正に伴い青葉台が誕生し、浦田町、鍛治屋町、松尾寺町の各一部が編入[12]。

## 住居表示
町内全域で住居表示は実施されていない。

## 人口統計

### 人口と世帯数
2024年（令和06年）09月末日現在の人口と世帯数は以下の通りである。
| 丁目     | 男    | 女    | 丁目計 | 世帯数  |
| -------- | ----- | ----- | ------ | ------- |
| 松尾寺町 | 182人 | 175人 | 357人  | 167世帯 |

### 年齢別人口
2024年（令和06年）09⽉末⽇現在の年齢別人口は以下の通りである。
| 丁目     | 0-14歳 | 15-64歳 | 65歳以上 | 丁目計 |
| -------- | ------ | ------- | -------- | ------ |
| 松尾寺町 | 25人   | 174人   | 158人    | 357人  |

※0-14歳は年少人口、15-64歳は生産年齢人口、65歳以上は老年人口を表す。

### 人口の変遷
国勢調査による人口の推移。
| 年                 | 人口  |
| ------------------ | ----- |
| 1995年（平成07年） | 1,226 |
| 2000年（平成12年） | 954   |
| 2005年（平成17年） | 700   |
| 2010年（平成22年） | 589   |
| 2015年（平成27年） | 546   |
| 2020年（令和02年） | 504   |

### 世帯数の変遷
国勢調査による世帯数の推移。
| 年                 | 世帯数 |
| ------------------ | ------ |
| 1995年（平成07年） | 349    |
| 2000年（平成12年） | 265    |
| 2005年（平成17年） | 157    |
| 2010年（平成22年） | 161    |
| 2015年（平成27年） | 188    |
| 2020年（令和02年） | 161    |

## 小・中学校の通学区域
市立小・中学校の通学区域は以下の通りである。
| 丁目     | 街区 | 小中一貫校                 |
| -------- | ---- | -------------------------- |
| 松尾寺町 | 全域 | 和泉市立南松尾はつが野学園 |

## 産業事業所数と従業者数
2021年（令和03年）現在の経済センサス調査による事業所数と従業員数は以下の通りである。
| 丁目     | 事業所数 | 従業員数 |
| -------- | -------- | -------- |
| 松尾寺町 | 37箇所   | 483人    |

## 交通

### 鉄道
- 町内に鉄道路線や鉄道駅はない。

### 路線バス
- 南海バス光明池営業所管内[21]
  - 春木川線
  - 緑ヶ丘団地線[注釈 4]
- 停留所
  - 松尾南口[注釈 5]
  - 松風台[注釈 6]
  - 松尾中
  - 松尾寺

### 主な道路
高速自動車国道・一般国道・一般府道
- 国道170号
- 大阪府道20号枚方富田林泉佐野線
- 大阪府道226号父鬼和気線

市道
- 松尾寺内田線（和泉市18号線）

## 施設

### 教育機関
- みなまつ保育園 - 松尾寺町1525-5

### 神社・仏閣・祭事
- 天台宗松尾寺[22] - 松尾寺町2168
  - 和泉西国三十三箇所霊場第二十一番札所
  - 和泉八十八ヶ所霊場第七十八番札所
- 天台宗宝瓶院[23] - 松尾寺町2170
  - 和泉八十八ヶ所霊場第七十九番札所
- 天台宗明王院 - 松尾寺町2169
- 春日神社　- 松尾寺町2168

### 警察・消防・医療機関
- 和泉警察署内田駐在所 - 松尾寺町138-2
- 消防団（第三分団松尾寺班）[24]

### その他
- 松尾寺町会館 - 松尾寺町1431-4

## 文化財
→詳細は「松尾寺§文化財」を参照。

## 観光スポット
- 松尾寺

白鳳時代に役行者が如意輪観音の像を刻んで安置したことが寺の起源とされる。戦国時代には織田信長の侵攻により諸堂が破却されたが、豊臣秀頼の手によって再建されたと伝わる。また、境内には市内最大の巨木である府指定天然記念物のクスノキがあり、その樹齢は約700年と推定されている。このクスノキは高さ38メートルに達し、その歴史的および自然的価値が高く評価されている。
- 松尾寺公園

松尾寺に隣接する公園であり、広々とした芝生広場を中心に、多彩な施設が整備されている。芝生広場にはアスレチック遊具や展望台が設置され、子どもから大人まで楽しめる空間となっている。また、公園内には自然林が広がり、その中を散策できるデッキが設けられており、豊かな自然を間近に感じながら散策を楽しむことができる。